# Stowarzyszenie Kursów dla Analfabetów Dorosłych
Stowarzyszenie Kursów dla Analfabetów Dorosłych – powstała w Warszawie, już nieistniejąca organizacja oświatowa. Stowarzyszenie zostało powołane w celu zwalczania analfabetyzmu na terenie całego kraju (21 oddziałów). Mimo iż zostało zarejestrowane w lipcu 1906 r. prowadziło działalność od grudnia 1905. W 1908 r. zlikwidowane przez władze rosyjskie.
Zarząd Stowarzyszenia wybrano 28 października 1906 r. Podzielony był on m.in. na Komisję Naukową i Administracyjną. Wśród członków znaleźli się m.in.
- Bolesław Prus – prezes honorowy
- Ludwik Krzywicki (1859–1941) – socjolog, społecznik i publicysta - zastępca prezesa
- Maria Rotwandowa – zastępca prezesa
- Władysława Weychert-Szymanowska (1874–1951) – działaczka społeczna i oświatowa
- Izabela Moszczeńska-Rzepecka (1864–1941) – publicystka i działaczka społeczna

Biuro organizacji mieściło się przy ul. Rysiej 3 w Warszawie, w mieszkaniu Rotwandów.
Organizacja zajmowała się prowadzeniem kompletów nauczania początkowego. W Warszawie odbyło się 61 takich kursów. Na zajęcia uczęszczali głównie robotnicy. Inną formą działalności były:
- pogadanki i odczyty
- kursy metodyczne dla pracowników oświaty dorosłych
- wydawanie materiałów pomocniczych[3]

Istniały opinie, że organizacja powstała w odpowiedzi na powołanie Polskiej Macierzy Szkolnej, której celem było krzewienie nauki przez zakładanie m.in. szkół, ochronek, bibliotek, czytelni i domów ludowych.